# 克魯什涅齊
51°24′57″N 24°3′24″E / 51.41583°N 24.05667°E
克魯什涅齊（烏克蘭語：Крушинець），是烏克蘭的村落，位於該國西部沃倫州，由科韋利區負責管轄，面積1.74平方公里，海拔高度167米，2001年人口438，人口密度每平方公里251.72人。